# Saint-Laurent-sur-Saône
Saint-Laurent-sur-Saône – miejscowość i gmina we Francji, w regionie Owernia-Rodan-Alpy, w departamencie Ain.

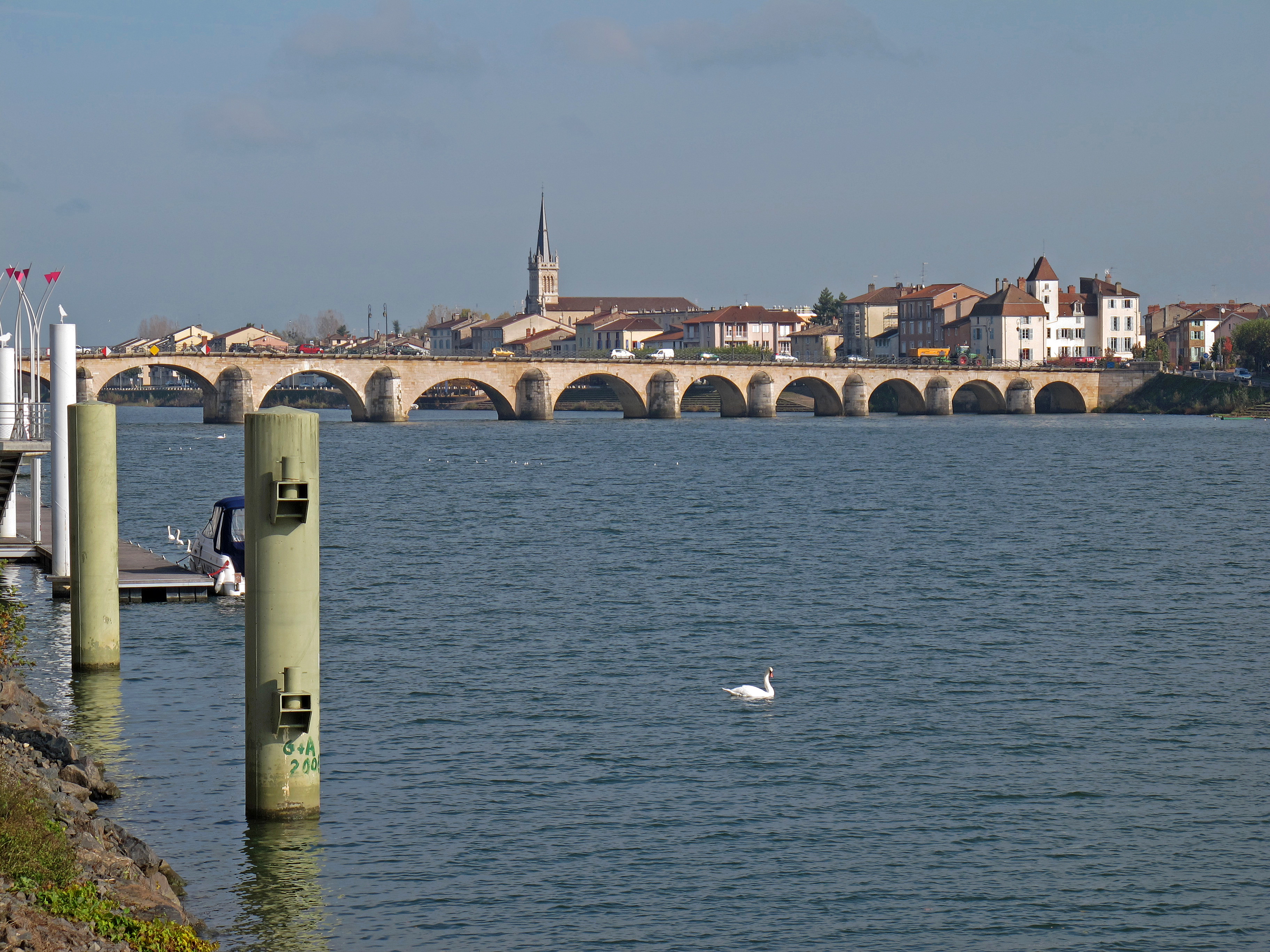
Most św. Wawrzyńca (2011 r.)

## Demografia
Według danych na styczeń 2012 roku gminę zamieszkiwało 1786 osób, a gęstość zaludnienia wynosiła 3369,8 osób/km².